# Єпіфаній (Славинецький)
Єпифа́ній Славине́цький (1609 — †20 листопада 1675, Москва) — український поет, ієромонах, філолог, оратор, богослов. Послідовник чеського педагога й ученого Яна Коменського. Автор перекладу староукраїнською мовою одного з найвидатніших медичних творів сучасності «De humani corporis fabrica libri septem» (Про будову людського тіла) Андраса Везалія. Автор понад 150 ориґінальних і перекладних праць з питань розвитку освіти і науки, а також з етичної і теологічної проблематики. Також уклав «Лексикон латинський» — найбільший староукраїнський словник, скарбниця церковнослов'янської й української лексики середини XVII ст.
Про місце народження Єпифанія, як і про його мирське ім'я, достовірних звісток не збереглося.

## Біографія
Місце, точна дата народження та мирське ім'я Епифанія невідомі.
Ім'я Єпифаній він прийняв при постригу в Києво-Печерській Лаврі. Оскільки монах Епифіаній прекрасно знав грецьку мову, передбачається, що він учився в Київській братській школі, де до початку 1630-х переважав грекофільській напрям. Але він був одночасно і чудовим латиністом, у зв'язку з чим висловлювалася думка, що він прослухав курс наук у якихось закордонних закладах освіти. Репутація латиніста привела його до Київської братської школи, де він викладав латину, а можливо, також грецьку і церковнослов'янську мови.
На прохання московського очільника Олексій Михайловича, емігрував до Московщини 1649 р. Прибув у Москву разом зі священноіноком Арсенієм Сатановським, через тиждень був представлений місцевому володарю. Меценат Федор Ртищев побудував для київських вчених Андріївський монастир у своєму маєтку на Воробйових горах, де вони організували школу, у якій грецькій і латині навчалися молоді московські піддячі. 1651 р перейшов на постійне проживання до Чудова монастиря (у Кремлі), що протягом усієї 2-й пол. XVII ст. залишався оплотом грекофільської, «старомосковської» партії. Біблія, заради видання якої і був запрошений Епіфаній до Москви, вийшла у світ з його передмовою 1663.
Чисто філологічна робота Епіфанія була якщо не перервана, то ускладнена церковними реформами патріарха Никона. До епохи реформ, тобто 1653 р., Епіфаній заробив у Москві міцну репутацію ученого експерта, і Никон негайно залучив його до виправлення богослужбових книг, а також доручив зробити переклад діянь Константинопольського Собору 1593 р., на якому східні патріархи погодилися на створення Московського патріархату.
У діяннях указувалося, що згода була дана за умови дотримання Московською Церквою всіх догматів православ'я, що Никон зрозумів як зобов'язання узгоджуватися не тільки в богословських основах, а й у деталях обряду. Епіфаній, як український православний, підтримував у цьому Никона.
Помісний собор 1654 р. ухвалив виправити друковані богослужбові книги «за старими харатейними і грецькими», але фактично виправлення велося по нових, венеціанських грецьких виданнях. До собору 1655 р. Епіфаній підготував програму змін Статуту і новий текст Служебника (фактично скористався грецьким служебником, виданим у Венеції в 1602 р.), що узаконив перехід до триперстя, «трегубую» алилую, чотириконечний хрест замість восьмиконечним на просфірах та інші зміни. Саме видання Служебника призвело до розколу Московської Церкви, і одним з винуватців цього нібито був українець Епіфаній.
Поряд з участю в церковній реформі не залишав перекладацької роботи. За 26 років життя на Московщині залишив величезну літературну спадщину. 1663 р. перевидав у Москві Острозьку Біблію, до якої написав передмову. Його перу належить понад 150 ориґінальних і перекладних праць з питань розвитку освіти і науки, а також з етичної і теологічної проблематики. До ориґінальних належать 60 слів-проповідей, а також близько 40 книжних силабічних пісень. З перекладів, поряд з богословськими текстами, слід зазначити географію Блеу, «Анатомію» Везалія, «Громадянство звичаїв дитячих» («Громадянство звичаїв добрих») Еразма Роттердамського. Велике значення мали лексикографічні праці С. Є. Це так званий «Філологічний словник», «Лексикон латинський» і «Книга лексикон греко-славено-латинський» («Лексикон словено-латинський», у співавторстві з А. Корецьким-Сатановським). Остання «Книга» користувалася великою популярністю в сучасників.
«Лексикон латинський» Епіфанія Славинецького — найбільший староукраїнський словник, скарбниця церковнослов'янської й української лексики середини XVII ст., не засвідченої в попередніх словниках (Л. Зизанія, П. Беринди), у «Синонімах» та інших писемних джерелах. Словниковий склад української мови, значною мірою фіксує також «Лексикон словено-латинський» Є. Славинецького та А. Корецького-Сатановського, в якому відбиті риси української фонетики й морфології XVII ст..
За дорученням Собору 1674 р. здійснив новий переклад Біблії російською мовою, виправив і надрукував Служебник, Часослов, Псалтир тощо.
Епіфаній як учений-філолог здобув велику повагу на Москві. Цю репутацію відбиває заголовок збірки його творів, створеній на поч XVIII ст.: «Зде лежащая словеса сочиненная иеромонахом Епифанием Славинецким, мужем многоученным не токмо грамматики и риторики, но и философии и самыя феологии известным испытателем, и искуснейшим разсудителем и опасным претолковником греческаго, латинскаго, славенскаго и полскаго диалектов». Епіфаній — один з перших професійних письменників Московії. Маючи (у період наближення до патріарха Никона) можливість домогтися великих посад у церковній ієрархії, він зволів задовольнятися скромним званням ієромонаха (як і Симеон Полоцький). Літературна праця не була для нього побічним заняттям: він дивився на нього як на покликання. Серед книжників 3-й чв. XVII ст. Епіфаній посідав особливе, видатне місце: за енциклопедичною освітою з ним не міг рівнятися навіть Симеон Полоцький.
Епіфаній — типовий представник барокової доби. Його філософські погляди, відбиті в основному у проповідях, є зразком органічного поєднання елементів середньовічної (патристики й схоластики) і новітньої (Ренесансу, Реформації) філософії. Розрізняючи «внутрішню» візантійську мудрість від «зовнішньої», європейської вченості, Епіфаній, у суто бароковому дусі, використовує у своїх працях рівною мірою здобутки античної й християнської думки.
Філософські інтереси Епфіанія зосереджувалися на етичній та антропологічній проблематиці. Уявлення про світ і його структуру склались у Епіфанія під впливом відповідних середньовічних і ренесансних концепцій. У тлумаченні автора, великий світ (макрокосм) — єдиний, гармонійно й доцільно побудований організм; всі речі й істоти, що його наповнюють, взаємопов'язані як ланки одного ланцюга. Структура макрокосму, як і небесних сфер, уявляється Епіфанію в дусі середньовіччя строго ієрархічною: всі речі й істоти посідають кожна своє місце. Виходячи з концепції великого ланцюга буття, автор обґрунтовує ідею єдності макро- і мікрокосму. В мікрокосмі (людині) він убачає ті ж закономірності, елементи й ієрархічну структуру, що у світі великому. В обох світах автор знаходить страждання і сум, мінливість і минучість. Дзеркальність великого й малого світів він передає поширеним за доби бароко символом «корабля у бурхливому морі» (море символізує для автора і зовнішній життєвий шлях людини, і внутрішнє її життя, з його пристрастями й спокусами).
Мікрокосм у Епіфанія пов'язується з макрокосмом у сенсі співвідношення «людина і суспільство», чия ієрархічна структура відповідає внутрішній будові людини. Засобом удосконалення світу і суспільства він убачає самовдосконалення кожного його представника. Духовне вдосконалення людини пов'язує з процесом пізнання, що передбачає розмірковування про марноту світу, про неминучість смерті, про підготування себе до неї добрими справами, духовною працею тощо. Саму філософію розуміє як повчання смерті.
Помер у Москві, похований у Чудовому монастирі.

### Твори
- Сказание от божественных писаний яко о святых в небе сущих не достоит молитися: да оставятся им грехи. — М., 1680.
- Лексикони латинський Є. Славинецького. Лексикон словено-латинський Є. Славинецького та А. Корецького-Сатановського [Архівовано 8 червня 2019 у Wayback Machine.] / підгот. до вид. В. В. Німчук. — Київ: 1973. — 540 с. — (Пам'ятки української мови — XVII ст. Серія науковоï літератури)